# Imperialism
Imperialism là một trò chơi chiến thuật theo lượt cho Microsoft Windows và máy tính Apple Macintosh, được Frog City Software phát triển và Strategic Simulations, Inc. ("SSI") phát hành vào năm 1997. Trong Imperialism, người chơi là một nhà lãnh đạo quốc gia châu Âu trong thế kỷ 19, với mục tiêu trở thành người cai trị thế giới bằng cách chinh phục các quốc gia khác hoặc bằng cách chiếm đa số phiếu khi bầu cử trong Hội đồng các nước. Trò chơi này có một phiên bản sau, Imperialism II: Age of Exploration.
Từ năm 2001 Ubisoft sở hữu quyền đối với nhãn hiệu Imperialism.